# K리그 챔피언십
K리그는 1983년에 출범한 이래 시즌 우승 팀을 정규리그(정규시즌) 우승팀만으로 결정하거나 아니면 정규리그 종료 후에 별도의 플레이오프(포스트시즌)을 거쳐서 우승팀을 가리는 방식을 혼용해 왔다. 이러한 K리그 플레이오프 전체를 2009년부터 한국프로축구연맹에 의해서 K-리그 챔피언십으로 공식 명명되었으며 포스트시즌 중 최종 결승전은 챔피언 결정전이라는 사용하고 있다. 그리고 2009년 챔피언십 타이틀스폰서십으로 현대자동차가 후원협약을 맺게 되면서 대회 정식 명칭으로 K-리그 쏘나타 챔피언십 2009라는 명칭으로 열리게 되었다. 2012년에는 승강제를 실시하기 위해 스플릿 리그 방식으로 전환하면서 K리그 챔피언십은 폐지되었다.
1996년 K리그 챔피언십까지의 경기 기록은 현재 K리그 공식 통산 기록에 포함되지 않고 있다.

## 경기 최우수 선수
2009년 챔피언십 대회 6강플레이오프부터 챔피언 결정전까지 매경기 마다 게임별 최우수선수(MVP)를 선정하는《olleh KT Man of the Match》를 시행하게 되었다. KT가 2009 챔피언십 후원스폰서로 합류하게 되면서 시행을 하게 되었는데 게임 MVP로 선정되었을 경우 KT에서 제공하는 상금이 주어지는데 챔피언십 6강 플레이오프부터 플레이오프까지 4경기에는 100만원씩, 챔피언 결정전 최우수선수에게는 각 200만원의 상금이 수여가 된다.

## 역대 챔피언십 진출 클럽

### 전후기리그 + 챔피언 결정전 방식
정규시즌을 전기리그와 후기리그 두개의 리그로 운영한 다음 각 리그의 우승 팀들만 챔피언 결정전에
진출하는 방식이다. 1986시즌에는 춘계리그와 추계리그라는 명칭을 사용했다.
| 횟수 | 시즌 | 전기리그 우승 (승점)  | 후기리그 우승 (승점)    |
| ---- | ---- | --------------------- | ----------------------- |
| 1    | 1984 | 유공 코끼리 (31)      | 대우 로얄즈 (29)        |
| 2    | 1986 | 포항제철 아톰즈 (12)  | 럭키금성 황소 (16)      |
| 3    | 1995 | 일화 천마 (33)        | 포항 아톰즈 (29)        |
| 4    | 1996 | 울산 현대 호랑이 (36) | 수원 삼성 블루윙즈 (33) |

### 단일리그 + 4강 플레이오프 + 챔피언 결정전 방식
정규시즌을 단일리그로 운영하여 리그1위부터 4위까지 순위를 정한다. 이렇게 리그 순위를 토대로 3위팀과 4위팀이 준플레이오프를 통해 승자를 가리고 승자가 다시 2위팀과 플레이오프를 통해 다시 한번 승자를 가려서 1위팀과 챔피언 결정전을 치르는 방식이다.
| 횟수 | 시즌 | 리그1위 (승점)          | 리그2위 (승점)        | 리그3위 (승점)        | 리그4위 (승점)        |
| ---- | ---- | ----------------------- | --------------------- | --------------------- | --------------------- |
| 5    | 1998 | 수원 삼성 블루윙즈 (31) | 울산 현대 호랑이 (28) | 포항 스틸러스 (28)    | 전남 드래곤즈 (26)    |
| 6    | 1999 | 수원 삼성 블루윙즈 (59) | 부천 SK (47)          | 전남 드래곤즈 (38)    | 부산 대우 로얄즈 (37) |
| 7    | 2000 | 안양 LG 치타스 (53)     | 성남 일화 천마 (42)   | 전북 현대 모터스 (37) | 부천 SK (36)          |

### 전후기리그 + 4강 플레이오프 + 챔피언 결정전 방식
정규시즌을 전기리그와 후기리그 두개의 리그로 운영해서 각 리그 우승 팀과 이 팀들을 제외한 전후기 통합 승점 1위팀과 2위팀이 각각 4강 플레이오프를 치른다. 이렇게 4강 플레이오프통해 승자를 가린 후 이 팀들이 다시 챔피언 결정전을 치르는 방식이다.
| 횟수 | 시즌 | 전기리그 우승 (승점) | 후기리그 우승 (승점)    | 전후기통합승점 1위 (승점) | 전후기통합승점 2위 (승점) |
| ---- | ---- | -------------------- | ----------------------- | ------------------------- | ------------------------- |
| 8    | 2004 | 포항 스틸러스 (23)   | 수원 삼성 블루윙즈 (23) | 울산 현대 호랑이 (41)     | 전남 드래곤즈 (37)        |
| 9    | 2005 | 부산 아이파크 (25)   | 성남 일화 천마 (27)     | 인천 유나이티드 (45)      | 울산 현대 호랑이 (43)     |
| 10   | 2006 | 성남 일화 천마 (32)  | 수원 삼성 블루윙즈 (27) | 포항 스틸러스 (47)        | FC 서울 (39)              |

### 단일리그 + 6강 플레이오프 + 챔피언 결정전 방식
정규시즌을 하나의 단일리그로 운영하여 리그 1위부터 6위까지 순위를 정한 다음 리그 1위는 챔피언 결정전에 직행하고 3위팀과 6위팀 그리고 4위팀과 5위팀이 6강 플레이오프를 하여 승자를 가린다. 승자들끼리 다시 한번 준플레이오프를 거쳐서 2위팀과 플레이오프를 치른다. 여기서 승자가 챔피언 결정전에 직행해 있는 1위팀과 다시 한번 격돌하는 방식이다.
| 횟수 | 시즌 | 리그1위 (승점)          | 리그2위 (승점)          | 리그3위 (승점)        | 리그4위 (승점)          | 리그5위 (승점)       | 리그6위 (승점)        |
| ---- | ---- | ----------------------- | ----------------------- | --------------------- | ----------------------- | -------------------- | --------------------- |
| 11   | 2007 | 성남 일화 천마 (55)     | 수원 삼성 블루윙즈 (51) | 울산 현대 호랑이 (45) | 경남 FC (44)            | 포항 스틸러스 (39)   | 대전 시티즌 (37)      |
| 12   | 2008 | 수원 삼성 블루윙즈 (54) | FC 서울 (54)            | 성남 일화 천마 (51)   | 울산 현대 (49)          | 포항 스틸러스 (44)   | 전북 현대 모터스 (37) |
| 13   | 2009 | 전북 현대 모터스 (57)   | 포항 스틸러스 (53)      | FC 서울 (53)          | 성남 일화 천마 (45)     | 인천 유나이티드 (43) | 전남 드래곤즈 (42)    |
| 14   | 2010 | FC 서울 (62)            | 제주 유나이티드 (59)    | 전북 현대 모터스 (51) | 울산 현대 (50)          | 성남 일화 천마 (48)  | 경남 FC (48)          |
| 14   | 2011 | 전북 현대 모터스 (63)   | 포항 스틸러스 (59)      | FC 서울 (55)          | 수원 삼성 블루윙즈 (55) | 부산 아이파크 (46)   | 울산 현대 (46)        |

## 역대 챔피언십 - 챔피언 결정전 결과
| 횟수 | 시즌 | 우승               | 득점 합계 | 준우승             | 1차전 득점 | 2차전 득점  | 3차전 승부차기 | 승무패 전적 |
| ---- | ---- | ------------------ | --------- | ------------------ | ---------- | ----------- | -------------- | ----------- |
| 1    | 1984 | 대우 로얄즈        | 2-1       | 유공 코끼리        | 1-0        | 1-1         |                | 1승 1무     |
| 2    | 1986 | 포항제철 아톰즈    | 2-1       | 럭키금성 황소      | 1-0        | 1-1         |                | 1승 1무     |
| 3    | 1995 | 일화 천마          | 5-4       | 포항 아톰즈        | 1-1        | 3-3         | 3차전 1-0      | 1승 2무     |
| 4    | 1996 | 울산 현대 호랑이   | 3-2       | 수원 삼성 블루윙즈 | 0-1        | 3-1         |                | 1승 1패     |
| 5    | 1998 | 수원 삼성 블루윙즈 | 1-0       | 울산 현대 호랑이   | 1-0        | 0-0         |                | 1승 1무     |
| 6    | 1999 | 수원 삼성 블루윙즈 | 4-2       | 부산 대우 로얄즈   | 2-1        | 2-1(연장전) |                | 2승         |
| 7    | 2000 | 안양 LG 치타스     | 5-2       | 부천 SK            | 4-1        | 1-1         |                | 1승 1무     |
| 8    | 2004 | 수원 삼성 블루윙즈 | 0-0       | 포항 스틸러스      | 0-0        | 0-0         | 승부차기 4-3   | 2무         |
| 9    | 2005 | 울산 현대 호랑이   | 6-3       | 인천 유나이티드    | 5-1        | 1-2         |                | 1승 1패     |
| 10   | 2006 | 성남 일화 천마     | 3-1       | 수원 삼성 블루윙즈 | 1-0        | 2-1         |                | 2승         |
| 11   | 2007 | 포항 스틸러스      | 4-1       | 성남 일화 천마     | 3-1        | 1-0         |                | 2승         |
| 12   | 2008 | 수원 삼성 블루윙즈 | 3-2       | FC 서울            | 1-1        | 2-1         |                | 1승 1무     |
| 13   | 2009 | 전북 현대 모터스   | 3-1       | 성남 일화 천마     | 0-0        | 3-1         |                | 1승 1무     |
| 14   | 2010 | FC 서울            | 4-3       | 제주 유나이티드    | 2-2        | 2-1         |                | 1승 1무     |
| 14   | 2011 | 전북 현대 모터스   | 4-2       | 울산 현대          | 2-1        | 2-1         |                | 2승         |

## 역대 챔피언십 진출 통계

### 진출 횟수
| 클럽               | 진출횟수                                                 |
| ------------------ | -------------------------------------------------------- |
| 포항 스틸러스      | 9 (1986, 1995, 1998, 2004, 2006, 2007, 2008, 2009, 2011) |
| 성남 FC            | 8 (1995, 2000, 2005, 2006, 2007, 2008, 2009, 2010)       |
| 수원 삼성 블루윙즈 | 8 (1996, 1998, 1999, 2004, 2006, 2007, 2008, 2011)       |
| 울산 현대          | 8 (1996, 1998, 2004, 2005, 2007, 2008, 2010, 2011)       |
| FC 서울            | 7 (1986, 2000, 2006, 2008, 2009, 2010, 2011)             |
| 전북 현대 모터스   | 5 (2000, 2008, 2009, 2010, 2011)                         |
| 제주 유나이티드    | 4 (1984, 1999, 2000, 2010)                               |
| 전남 드래곤즈      | 4 (1998, 1999, 2004, 2009)                               |
| 부산 아이파크      | 4 (1984, 1999, 2005, 2011)                               |
| 인천 유나이티드    | 2 (2004, 2009)                                           |
| 경남 FC            | 2 (2007, 2010)                                           |
| 대전 하나 시티즌   | 1 (2007)                                                 |

## 같이 보기
- K리그 클래식
- K리그
- K리그 컵
- FA컵
- 수퍼컵